# Alberto Winkler
Alberto Winkler (Castelbello-Ciardes, 13 de febrero de 1932-Mandello del Lario, 14 de junio de 1981) fue un deportista italiano que compitió en remo.
Participó en los Juegos Olímpicos de Melbourne 1956, obteniendo una medalla de oro en la prueba de cuatro con timonel. Ganó tres medallas en el Campeonato Europeo de Remo entre los años 1956 y 1958.

## Palmarés internacional
| Juegos Olímpicos   | Juegos Olímpicos      | Juegos Olímpicos  | Juegos Olímpicos   |
| Año                | Lugar                 | Medalla           | Prueba             |
| ------------------ | --------------------- | ----------------- | ------------------ |
| 1956               | Melbourne (Australia) | Medalla de oro    | Cuatro con timonel |
| Campeonato Europeo |                       |                   |                    |
| Año                | Lugar                 | Medalla           | Prueba             |
| 1956               | Bled (Yugoslavia)     | Medalla de bronce | Cuatro con timonel |
| 1957               | Duisburgo (RFA)       | Medalla de oro    | Ocho con timonel   |
| 1958               | Poznań (Polonia)      | Medalla de oro    | Ocho con timonel   |